# Botanická zahrada Střední zemědělské školy Rakovník

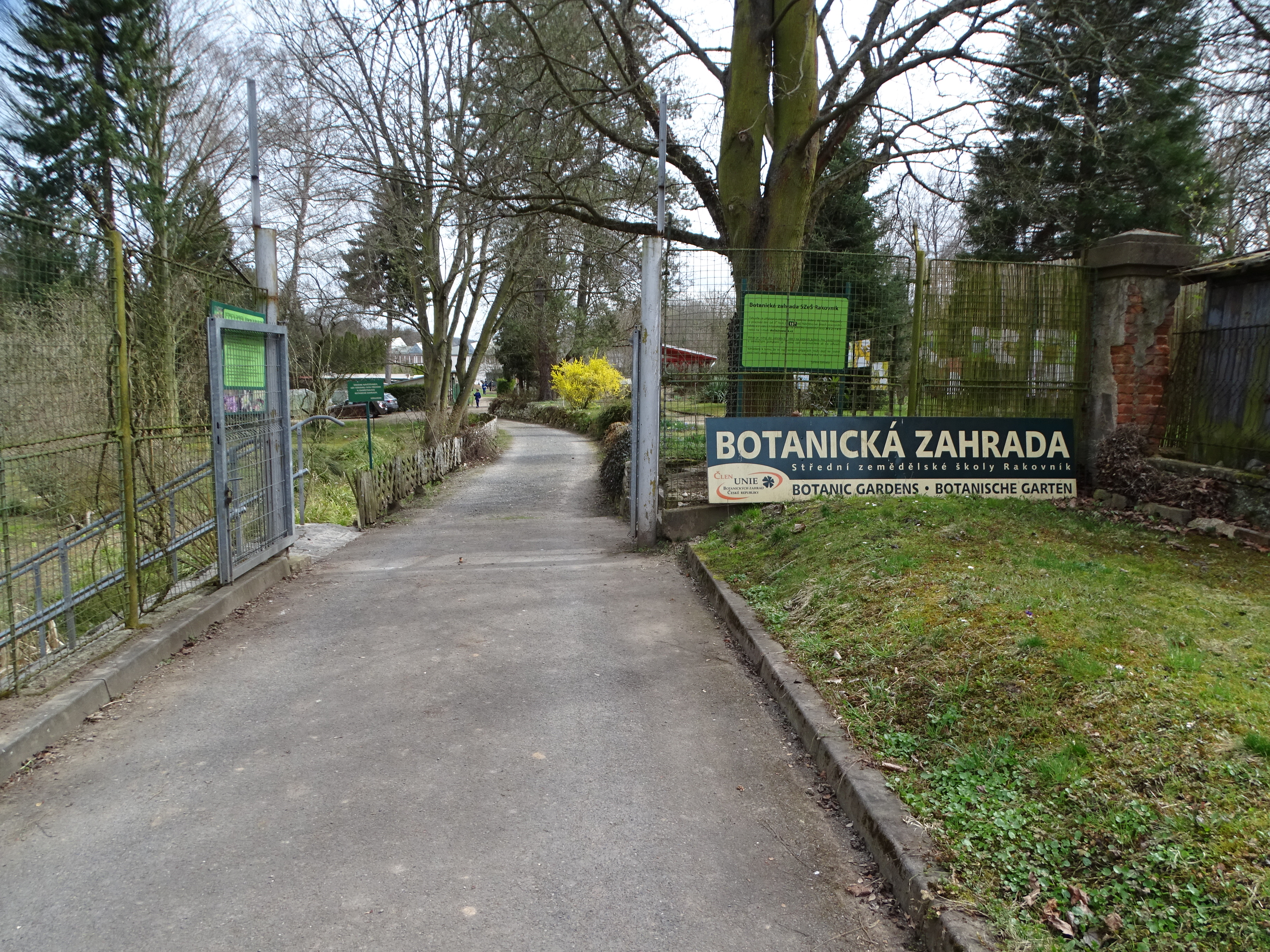
Vstupní brána

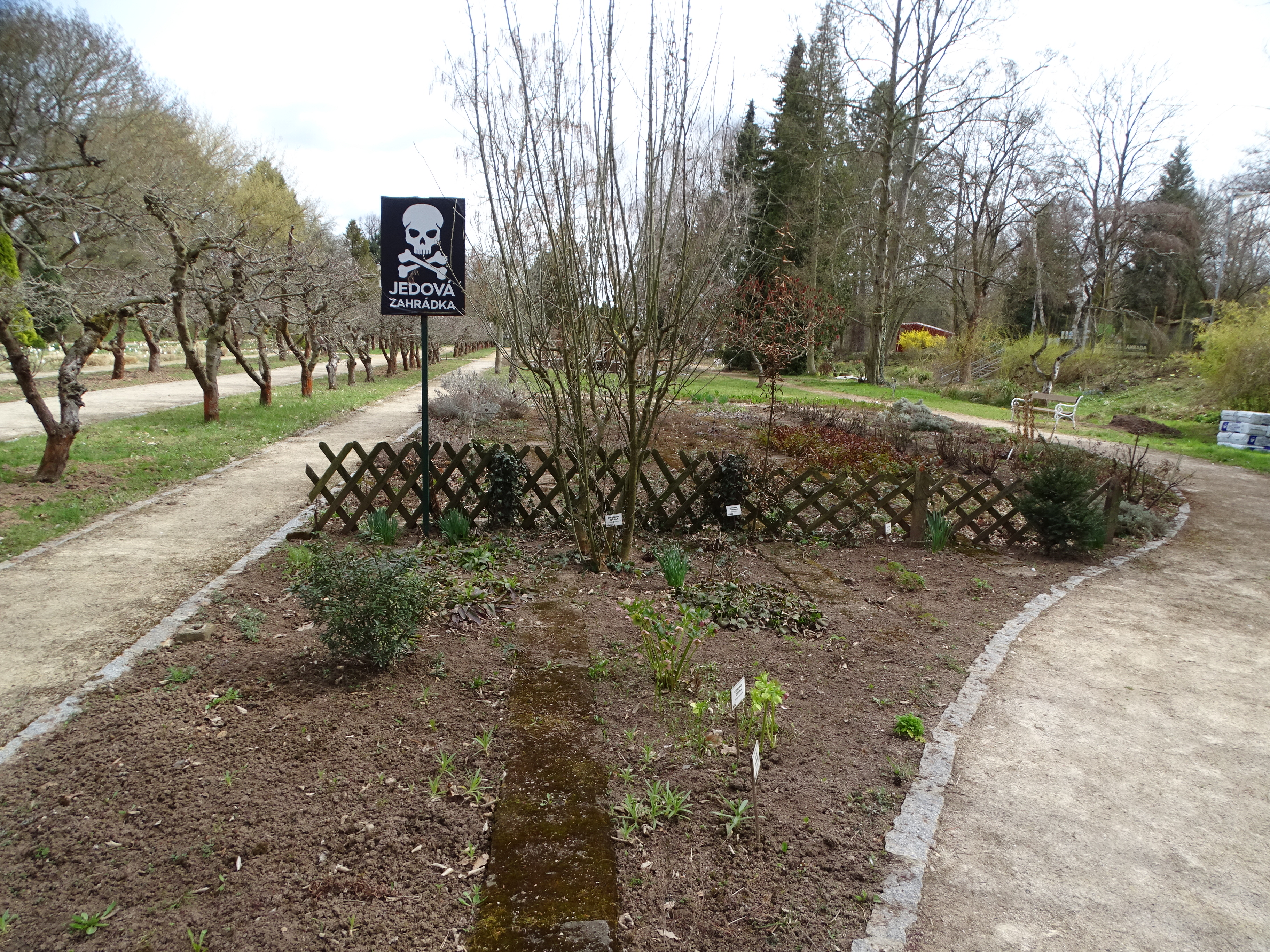
Jedová zahrádka s jedovatými rostlinami

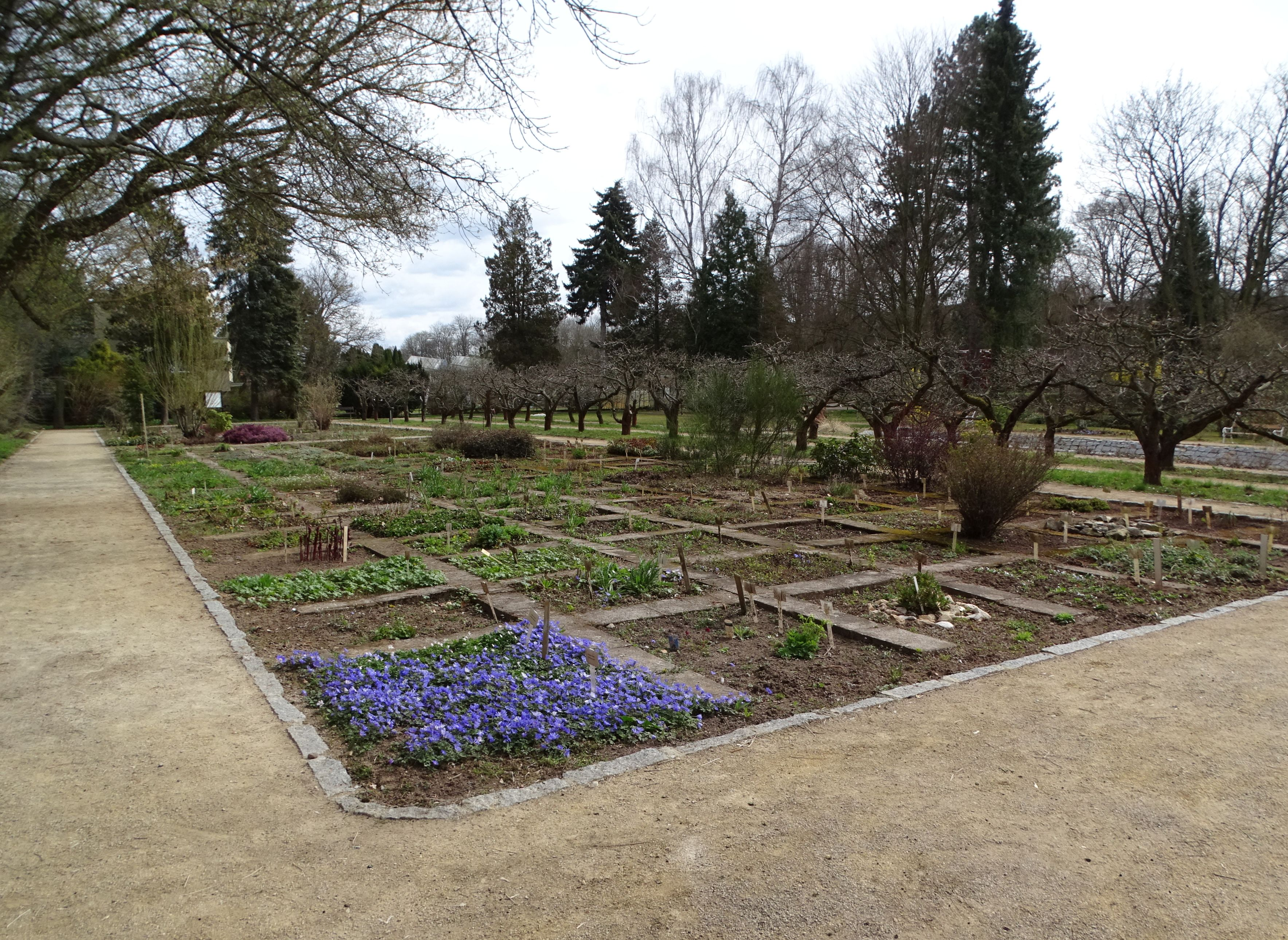
Záhony

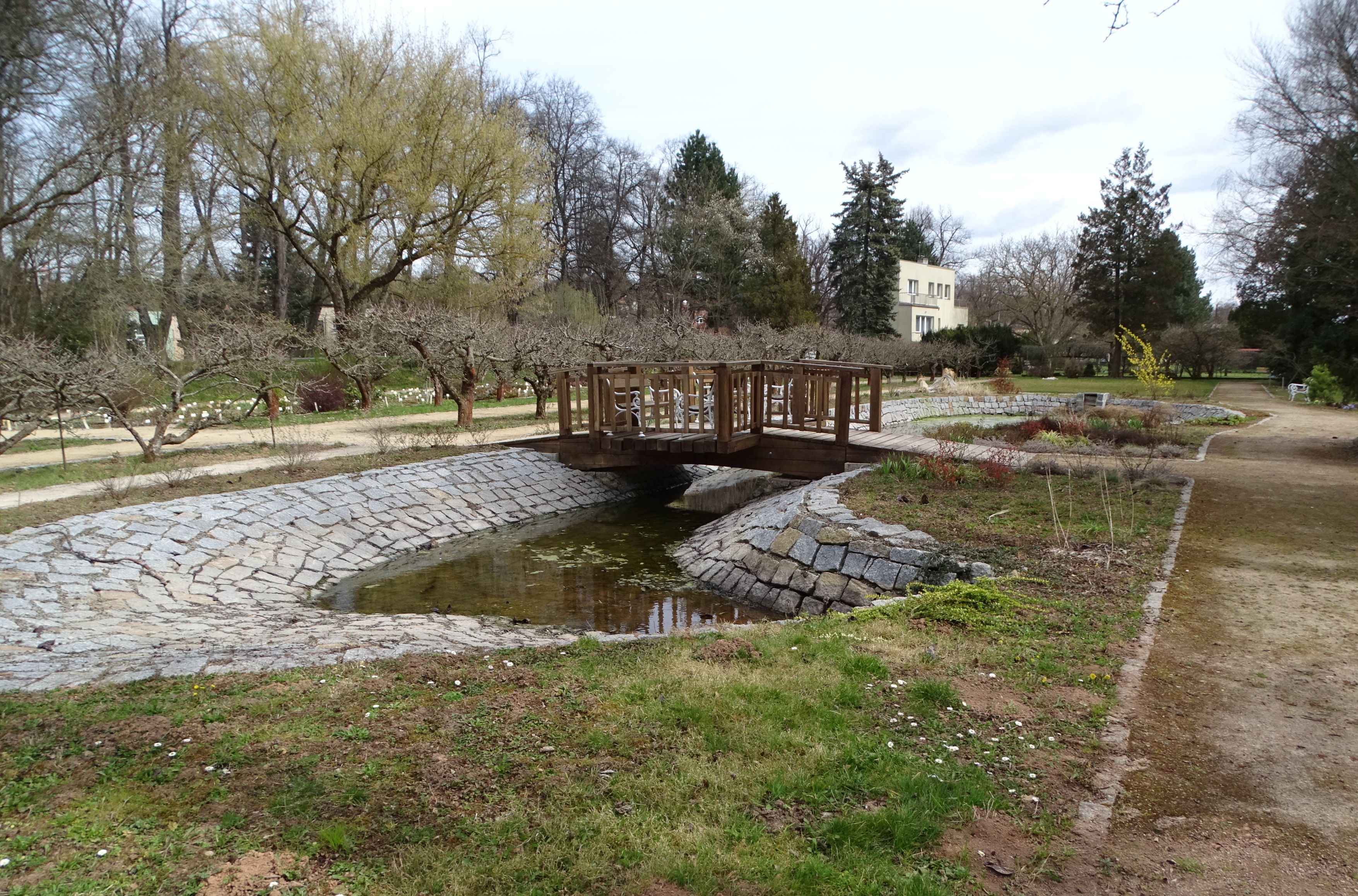
Jezírko s lávkou

Botanická zahrada Střední zemědělské školy Rakovník je botanická zahrada v městě Rakovník, umístěná mezi železničním nádražím a Rakovnickým potokem, kousek od Střední zemědělské školy v Rakovníku. Zahrada slouží především k pedagogickým účelům a je členem Unie botanických zahrad České republiky. Botanickou zahradu udržují Walter Richter, Iva Poláčková, Václav Laňka a studenti SZeŠ pod vedením pedagogů.

## Historie
Botanická zahrada byla založena v roce 1963 tehdejším pedagogem a zástupcem ředitele školy Václavem Pelikánem na místě bývalého pole, zahrady, skládky odpadů a malých soukromých pozemků. Úprava pozemku byla velmi náročná na mechanizované a ruční práce. Veškeré práce na založení botanické zahrady odvedli studenti školy pod odborným dozorem pedagogů. Propagační materiál botanické zahrady uvádí, že „… dodnes je zřetelný vliv bohatých sadovnických zkušeností i míra vkusu jejího tvůrce“.

## Geografické podmínky a úprava
Terén leží v rovině, podkladem jsou pískovce, prachovce a slepence.
Na pozemku asi 1,5 ha rostou nejen domácí okrasné a ovocné dřeviny, ale i evropské a zámořské dřeviny. V roce 1977 bylo součástí botanického systému 400 taxonů. V oddělení zelenin bylo pěstováno asi 200 taxonů, v oddělení letniček 220 taxonů a v oddělení okrasných cibulovin 400 taxonů. Bylo zde také pěstováno asi 50 odrůd jiřin. Z dřevin bylo pěstováno 350 odrůd z 60 druhů a 220 odrůd jehličnanů. Semena druhů byla vystavena v budově školy.
Nejvýznamnější částí zahrady je botanický systém řadící bylinné druhy podle taxonomického systému. Kromě rostlin pěstovaných z důvodů taxonomických vztahů jsou součástí botanického systému rostliny hospodářsky významné, léčivé rostliny a skalničky.
Parková část zahrady představuje většinou druhy běžné v ČR, ačkoliv jsou zastoupeny i rostliny ze vzdálenějších zemí planety. Součástí sortimentu jsou stínomilné orchideje. V parkové části se nachází i mokřad s jezírkem.
Skleník je určen pro pěstování teplomilných rostlin z subtropických a tropických lokalit. Součástí exteriérů jsou také ukázky ovocných dřevin. Experimentálně jsou pěstovány energetické rostliny.
Informační leták z roku 2006 popisuje expozici v několika sekcích:
- Botanický systém: část zahrady, kde na oddělených čtvercových záhonových ploškách roste několik set druhů rostlin, seřazených podle vzájemné příbuznosti. Jsou zde zastoupeny rostliny dekorativní, hospodářské i řada běžných plevelů, léčivé rostliny, rostliny využívané jako koření, skalničky aj. Jednoleté a krátkověké rostliny jsou soustavně obnovovány.
- Hájové rostliny: v lesoparkové části zastoupeny většinou domácí druhy, ale i druhy z Číny, Japonska či Severní Ameriky. Rostou zde stínomilné orchideje i řada druhů hub. Součástí hajní partie je mokřad s jezírkem, okolí je osázeno bahenními rostlinami a druhy vegetace mokrých luk.
- Áronovité rostliny: středoevropské a středozemské rostliny rostou na venkovních plochách, choulostivé a vzácné druhy z Tibetu, subtropických a tropických zemí jsou ve sklenících.
- Pivoňková louka a motýlí zahrada: nověji založené plochy okrasného charakteru. Dřevité i bylinné pivoňky byly sesázeny z různých částí zahrady. Pro chov motýlů jsou v zahradě nektarodárné rostliny a druhy sloužící jako potrava pro housenky motýlů.
- Dřeviny: vytvářejí kosterní architekturu plochy zahrady. Nejstarší stromy byly v roce 2006 staré přibližně půl století. Nejstarší výsadba tvoří podmínky pro kulturu hajní květeny.

Sortiment ovocných dřevin byl podle letáku z roku 2006 již chudší než při založení zahrady, řada stromů dožívala. V roce 2006 byla založena experimentální plocha energetických rostlin.
Botanická zahrada získala pozornost unikátní sbírkou skoro dvaceti drakovců obecných. Zahrada rovněž hostí ucelenou sbírku narcisů Jiřího Netíka.

## Přístupnost
V pracovní době je zahrada veřejně přístupná v období březen až listopad v pracovních dnech od 7:30 do 16:00 hod. (v roce 2006 byla otevírací doba pouze od 8 do 13 hodin), o prázdninách může být provoz omezen. Vstup je v otevírací době volný a bezplatný, na jedné z tabulí u vstupu je však upozornění, že se návštěvníci mají hlásit. O víkendech bývalo otevřeno pouze příležitostně v předem ohlášených termínech.
Rostliny jsou opatřeny jednoduchými jmenovkami zapichovanými do záhonů, většinou bez podrobnějších informací. Nedaleko vstupu je řada panelů o včelařství, u jedové zahrádky je tabulka s pojednáním o jedovatých rostlinách. U vstupu není žádná informace o uspořádání zahrady ani o jejích zajímavostech a obsahu expozice.

## Aktivity
O zahradu pečují zahradníci a také studenti školy pod vedením odborných učitelů. Studenti školy zde vykonávají praktická cvičení i samostatné práce. V zahradě se konají soutěžní přírodovědecké a ekologické aktivity. 